# Chaowat Veerachat
Chaowat Veerachat (tiếng Thái: เชาว์วัฒน์ วีระชาติ, sinh ngày 23 tháng 6 năm 1996), còn được biết với tên đơn giản Ince (tiếng Thái: อินซ์), là một cầu thủ bóng đá người Thái Lan thi đấu ở vị trí tiền vệ cho câu lạc bộ Thai League 2 Chonburi.

## Sự nghiệp quốc tế
Anh đoạt chức vô địch Giải vô địch bóng đá U-16 Đông Nam Á 2011 với U-17 Thái Lan. Năm 2016 Chaowat được chọn vào đội hình U-23 Thái Lan cho Giải vô địch bóng đá U-23 châu Á 2016 ở Qatar.
Vào tháng 8 năm 2017, anh đoạt chức vô địch Bóng đá tại Đại hội Thể thao Đông Nam Á 2017 cùng với U-23 Thái Lan.

## Bàn thắng quốc tế

### U-16
| Chaowat Veerachat – bàn thắng cho U-23 Thái Lan | Chaowat Veerachat – bàn thắng cho U-23 Thái Lan | Chaowat Veerachat – bàn thắng cho U-23 Thái Lan | Chaowat Veerachat – bàn thắng cho U-23 Thái Lan | Chaowat Veerachat – bàn thắng cho U-23 Thái Lan | Chaowat Veerachat – bàn thắng cho U-23 Thái Lan | Chaowat Veerachat – bàn thắng cho U-23 Thái Lan | Chaowat Veerachat – bàn thắng cho U-23 Thái Lan |
| #                                               | Ngày                                            | Địa điểm                                        | Đối thủ                                         | Tỉ số                                           | Kết quả                                         | Giải đấu                                        |                                                 |
| ----------------------------------------------- | ----------------------------------------------- | ----------------------------------------------- | ----------------------------------------------- | ----------------------------------------------- | ----------------------------------------------- | ----------------------------------------------- | ----------------------------------------------- |
| 1.                                              | 13 tháng 7 năm 2011                             | Viêng Chăn, Lào                                 | Indonesia                                       | 2-0                                             | 2-0                                             | Giải vô địch bóng đá U-16 Đông Nam Á 2011       |                                                 |

### U-19
| Chaowat Veerachat – bàn thắng cho U-19 Thái Lan | Chaowat Veerachat – bàn thắng cho U-19 Thái Lan | Chaowat Veerachat – bàn thắng cho U-19 Thái Lan | Chaowat Veerachat – bàn thắng cho U-19 Thái Lan | Chaowat Veerachat – bàn thắng cho U-19 Thái Lan | Chaowat Veerachat – bàn thắng cho U-19 Thái Lan | Chaowat Veerachat – bàn thắng cho U-19 Thái Lan | Chaowat Veerachat – bàn thắng cho U-19 Thái Lan |
| #                                               | Ngày                                            | Địa điểm                                        | Đối thủ                                         | Tỉ số                                           | Kết quả                                         | Giải đấu                                        |                                                 |
| ----------------------------------------------- | ----------------------------------------------- | ----------------------------------------------- | ----------------------------------------------- | ----------------------------------------------- | ----------------------------------------------- | ----------------------------------------------- | ----------------------------------------------- |
| 1.                                              | 18 tháng 9 năm 2013                             | Sidoarjo Regency, Indonesia                     | Myanmar                                         | 1-3                                             | 4-4                                             | Giải vô địch bóng đá U-19 Đông Nam Á 2013       |                                                 |

### U-23
| Chaowat Veerachat – bàn thắng cho U-23 Thái Lan | Chaowat Veerachat – bàn thắng cho U-23 Thái Lan | Chaowat Veerachat – bàn thắng cho U-23 Thái Lan | Chaowat Veerachat – bàn thắng cho U-23 Thái Lan | Chaowat Veerachat – bàn thắng cho U-23 Thái Lan | Chaowat Veerachat – bàn thắng cho U-23 Thái Lan | Chaowat Veerachat – bàn thắng cho U-23 Thái Lan | Chaowat Veerachat – bàn thắng cho U-23 Thái Lan |
| #                                               | Ngày                                            | Địa điểm                                        | Đối thủ                                         | Tỉ số                                           | Kết quả                                         | Giải đấu                                        |                                                 |
| ----------------------------------------------- | ----------------------------------------------- | ----------------------------------------------- | ----------------------------------------------- | ----------------------------------------------- | ----------------------------------------------- | ----------------------------------------------- | ----------------------------------------------- |
| 1.                                              | 29 tháng 3 năm 2015                             | Băng Cốc, Thái Lan                              | Philippines                                     | 4–0                                             | 5–1                                             | Vòng loại Giải vô địch bóng đá U-23 châu Á 2016 |                                                 |
| 2.                                              | 28 tháng 3 năm 2017                             | Dubai, Các Tiểu vương quốc Ả Rập Thống nhất     | Singapore                                       | 2–0                                             | 2–0                                             | Dubai Cup                                       |                                                 |

### Đội tuyển quốc gia
| #  | Ngày                | Địa điểm                                  | Đối thủ | Tỉ số | Kết quả | Giải đấu |
| -- | ------------------- | ----------------------------------------- | ------- | ----- | ------- | -------- |
| 1. | 24 tháng 3 năm 2022 | Sân vận động Chonburi, Chonburi, Thái Lan | Nepal   | 2–0   | 2–0     | Giao hữu |

## Danh hiệu

### Câu lạc bộ
Buriram United
- Giải bóng đá Ngoại hạng Thái Lan
  -  Vô địch (2): 2014, 2015
- Cúp Hiệp hội Bóng đá Thái Lan
  -  Vô địch (2): 2014, 2015
- Cúp Liên đoàn Bóng đá Thái Lan
  -  Vô địch (2): 2014, 2015
- Toyota Premier Cup
  -  Vô địch (1): 2016
- Cúp Hoàng gia Kor
  -  Vô địch (1): 2015
- Giải bóng đá vô địch các câu lạc bộ sông Mê Kông
  -  Vô địch (1): 2015

### Quốc tế
Thái Lan U-16
- Giải vô địch bóng đá U-16 Đông Nam Á
  -  Vô địch (1): 2011

U-23 Thái Lan
- Sea Games
  -  Huy chương Vàng (1); 2015, 2017
- Dubai Cup (1):  2017

U-21 Thái Lan
- Nations Cup (1): 2016